# Dicasterie voor de Goddelijke Eredienst en de Regeling van de Sacramenten
Het dicasterie voor de Goddelijke Eredienst en de Regeling van de Sacramenten is een orgaan van de Romeinse Curie.
Het dicasterie werd ingesteld op 5 juni 2022 bij de inwerkingtreding van de apostolische constitutie Praedicate Evangelium. De op dezelfde datum opgeheven congregatie voor de Goddelijke Eredienst en de Regeling van de Sacramenten werd in dit dicasterie geïncorporeerd; de taken en bevoegdheden van dit orgaan werden overgedragen aan het dicasterie.
De prefect van de congregatie voor de Goddelijke Eredienst en de Regeling van de Sacramenten, Arthur Roche, bleef aan als prefect van het dicasterie. 